# Strawberry Field
Strawberry Field (pol. Truskawkowe Pole) było założonym w 1936 roku i prowadzonym przez Armię Zbawienia sierocińcem w Woolton - południowej dzielnicy Liverpoolu. 

Miejsce przestało pełnić funkcję domu dziecka w styczniu 2005 roku. Teraz znajduje się tam kościół i centrum modlitwy. Zachowała się słynna brama wejściowa.

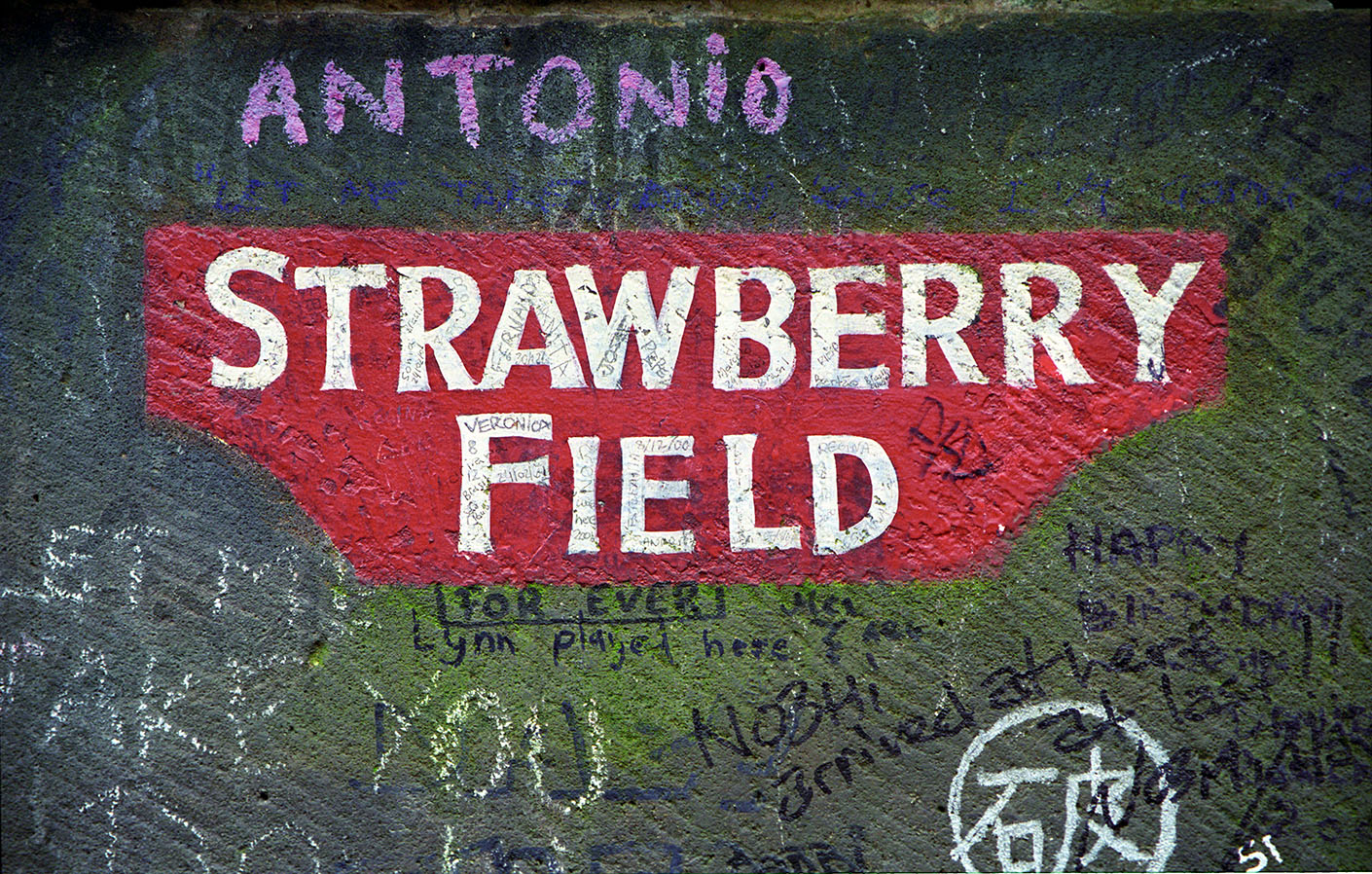

Nazwa sierocińca stała się popularna w roku 1967, po wydaniu przez zespół The Beatles singla z piosenką Strawberry Fields Forever autorstwa Johna Lennona. Muzyk dorastał w pobliżu Strawberry Field. Często bawił się na zadrzewionym terenie wokół budynku z przyjaciółmi z dzieciństwa: Pete'em Shottonem i Ivanem Vaughanem. Uczestniczył też w organizowanym corocznie przyjęciu na wolnym powietrzu. Podobno występujące na nim zespoły zainspirowały go do zostania muzykiem.

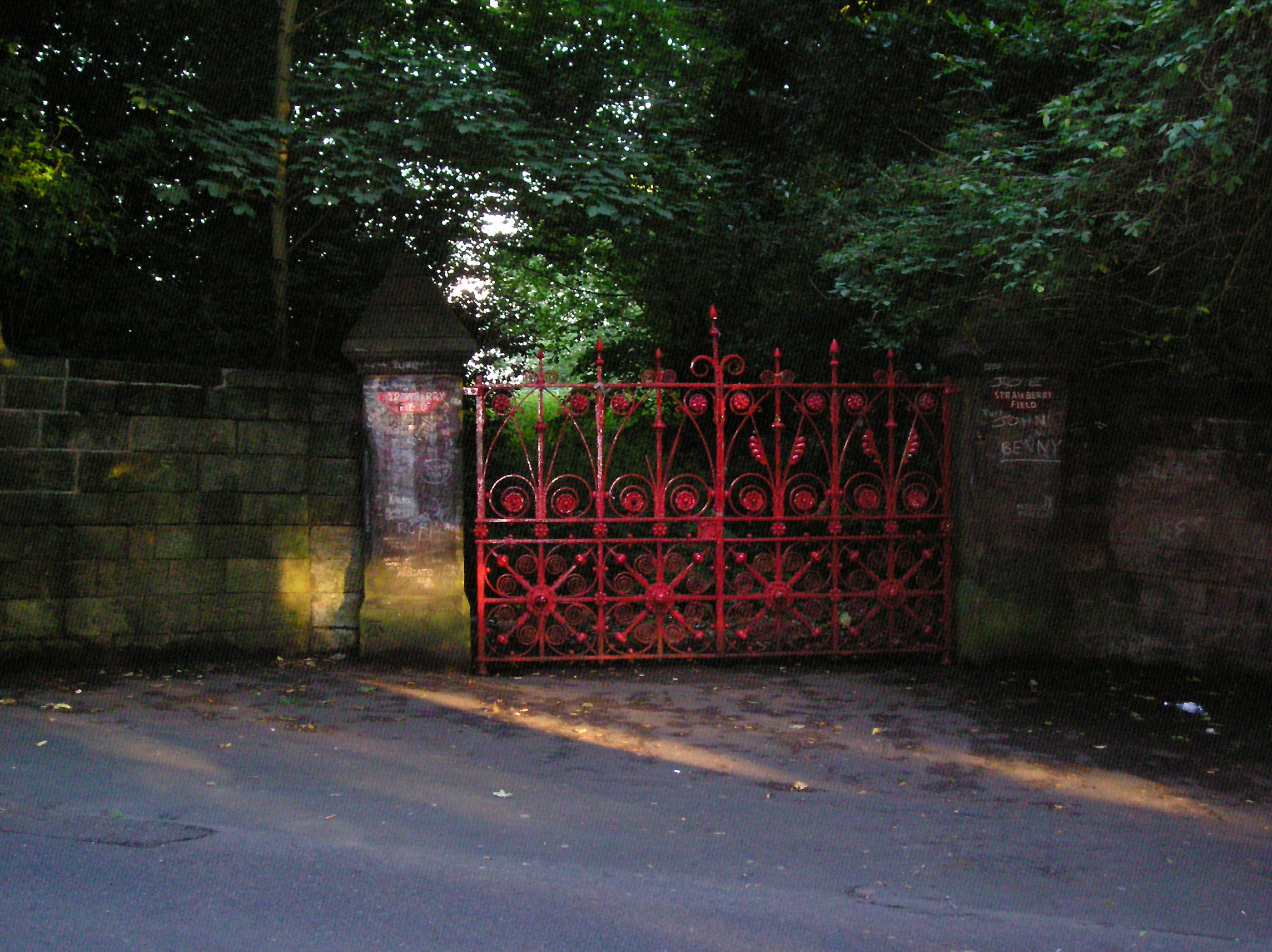
Brama do Strawberry Field